# مارسيل فنسنت
مارسيل فنسنت هو مسير أعمال كندي، ولد في 4 ديسمبر 1907 في مونتريال في كندا، وتوفي في 1 أكتوبر 1992.